# Harun Farocki
Harun Farocki (Nový Jičín, 9 gennaio 1944 – Berlino, 30 luglio 2014) è stato un regista, sceneggiatore, giornalista e autore teatrale tedesco.

## Biografia
Nacque nel 1944 a Nový Jičín, che all'epoca e per ancora pochi mesi era parte della Germania, con il nome Neutitschein. Dopo studi di sociologia e giornalismo, frequentò la scuola di cinema Film- und Fernsehakademie Berlin.
Si mise in evidenza alla fine degli anni sessanta con un cortometraggio di tipo sperimentale, Nicht löschbares Feuer, che attaccava frontalmente la guerra del Vietnam. A partire dagli anni settanta affiancò all'impegno nel cinema d'avanguardia il lettorato universitario, l'attività giornalistica per la rivista Filmkritik di cui fu direttore, la regia televisiva e teatrale, la scrittura di drammi radiofonici. Fu inoltre sceneggiatore per film altrui, in particolare collaborando abitualmente con il regista Christian Petzold.
Nel suo cinema politico, provocatorio e spesso anti-narrativo, Farocki esplorò diverse tecniche espressive di avanguardia, come videoarte e video installazione. Nel 2015 la Biennale di Venezia lo omaggiò con l'esposizione Atlante di Harun Farocki., mentre l'anno successivo il 34° Torino Film Festival gli dedicò ad hoc la sezione Onde / Harun Farocki (dalla principale sezione Onde).
Dal 1993 al 1999, Farocki ha insegnato alla University of California, Berkeley. Successivamente, è stato professore all'Accademia d'Arte di Vienna. È morto improvvisamente il 30 luglio 2014, a 70 anni.

## Filmografia parziale

### Regista e sceneggiatore
- Nicht löschbares Feuer (1969)
- Die Arbeit mit Bildern (1974)
- Einmal wirst auch Du mich lieben (1974)
- Zwischen zwei Kriegen (1978)
- Das doppelte Gesicht: Peter Lorre (1984)
- Betrogen (1985)
- Wie man sieht (1986)
- Georg K. Glaser - Schriftsteller und Schmied (1988)
- Bilder der Welt und Inschrift des Krieges (1989)
- Videogramme einer Revolution (1992)
- Die Schöpfer der Einkaufswelten (2001)
- Gefängnisbilder (2001)
- Auge/Maschine (2001)
- Auge/Maschine II (2002)
- Auge/Maschine III (2003)
- Erkennen und verfolgen (2003)
- Ich glaubte Gefangene zu sehen (2004)
- Gegen-Musik (2004)
- Übertragung (2008)
- Sauerbruch Hutton Architekten (2013)

### Sceneggiatore
- Auf Biegen oder Brechen, regia di Hartmut Bitomsky (1976)
- Die innere Sicherheit, regia di Christian Petzold (2000)
- Gespenster, regia di Christian Petzold (2005)
- La scelta di Barbara (Barbara), regia di Christian Petzold (2012)
- Il segreto del suo volto (Phoenix), regia di Christian Petzold (2014)
- Le Dernier Coup de marteau, regia di Alix Delaporte (2014)